# النصب التذكارية للحرب العالمية الأولى

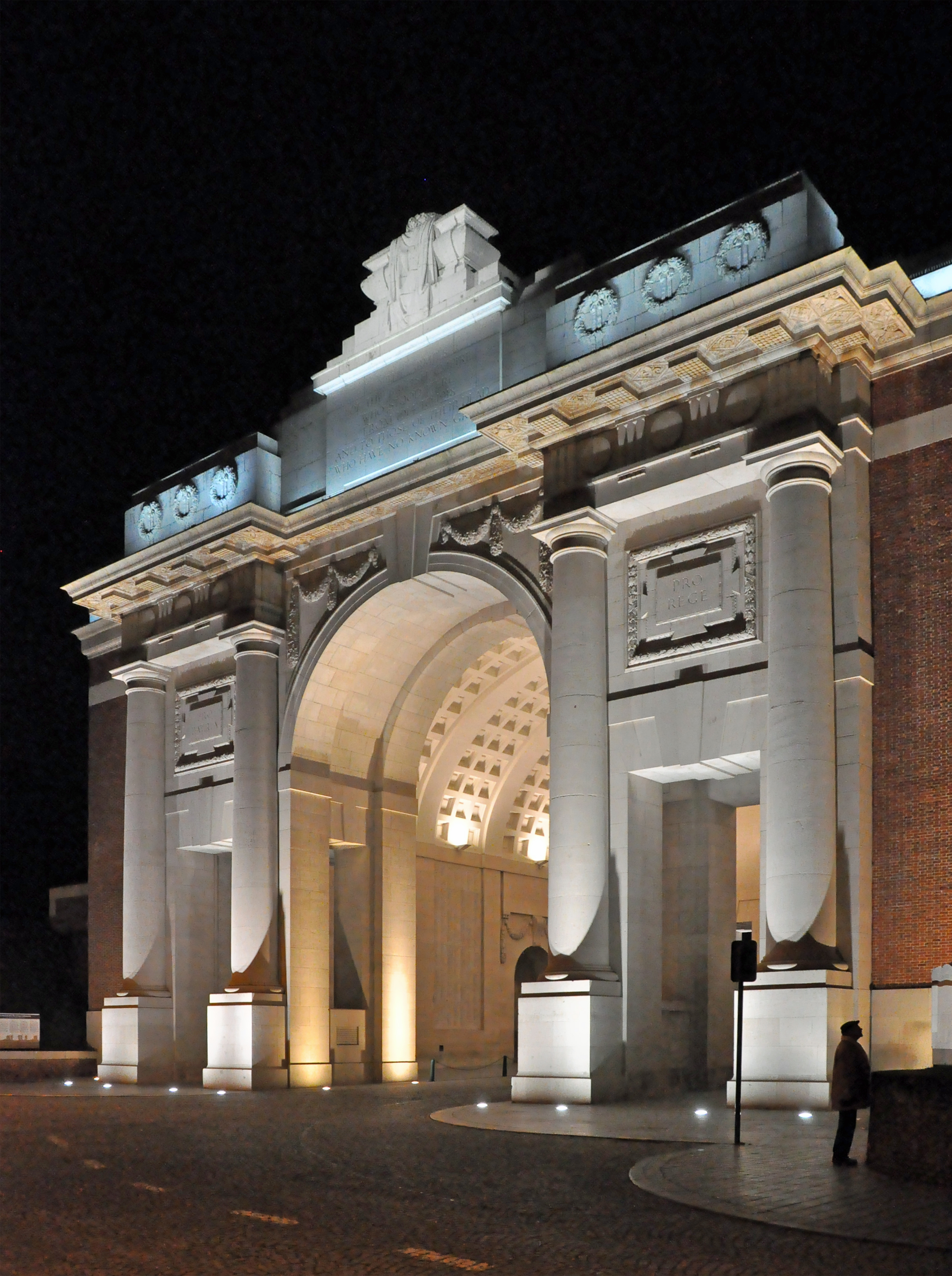
بوابة منين في يبر ذات التصميم الكلاسيكي.

يعاد إحياء ذكرى الحرب العالمية الأولى من خلال العديد من النصب التذكارية الحربية، بما في ذلك النصب التذكارية المدنيّة والصروح الوطنية الأضخم والمقابر الحربية والنصب التذكارية الخاصة، وأيضًا من خلال نطاق واسع من التصاميم الخدمية، كالقاعات والحدائق المخصصة لتذكر أولئك الذين انخرطوا في الصراع. بنيت أعداد هائلة من النصب التذكارية في عشرينيات وثلاثينيات القرن الماضي، مع قيام نحو 176,000 نصبًا في فرنسا وحدها. كان ذلك الأمر ظاهرة اجتماعية جديدة، شكلت تحولًا ثقافيًا كبيرًا في كيفية احتفاء الأمم بالصراعات. تلاشى الاهتمام بالحرب العالمية الأولى ونصبها التذكارية بعد الحرب العالمية الثانية، ولم يتجدد هذا الاهتمام مرة أخرى حتى فترة ثمانينيات وتسعينيات القرن العشرين، التي شهدت تجديد العديد من النصب التذكارية القائمة وافتتاح مواقع جديدة. ازداد عدد الزوار بشكل كبير في العديد من النصب التذكارية، واستمر استخدام النصب التذكارية الوطنية والمدنية الرئيسة ضمن الاحتفالات السنوية التي تُحيي ذكرى الحرب.
من الناحية المعمارية، كانت معظم النصب التذكارية الحربية محافظة نسبيًا في تصميماتها، وهدفت إلى توظيف الأساليب الموضوعة لإحياء ذكرى حزينة لقتلى الحرب، لكنها ذكرى مُعزّية ونبيلة وباقية رغم ذلك. كانت العمارة الكلاسيكية شائعة خصوصًا، واستقت من الأساليب السائدة في أواخر القرن التاسع عشر، وعملت عادةً على تبسيطها لإنتاج نصب تذكارية أوضح وأكثر تجريدًا. استُخدمت السمات التمثيلية والرمزية التي غالبًا ما تعتمد على الصور المسيحية، لإيصال موضوعات معينة كالتضحية بالنفس، والنصر والموت. تبنت بعض النصب التذكارية بدلًا من ذلك، موضوعات قروسطية، ناظرةً إلى الوراء، إلى ماضٍ أكثر أمانًا، بينما استخدمت نصبًا أخرى أساليب المعمارية الواقعية المستجدة والفن الزخرفي (آرت ديكو) لإيصال موضوعات الحرب.
جرى التكليف بإقامة تلك النصب التذكارية من خلال مجموعة واسعة من الهيئات الوطنية والمحلية، ما يعكس التقاليد السياسية المحلية؛ فقد كان التمويل متفاوتًا، لا سيما وأن معظم البلدان تعتمد اعتمادًا كبيرًا على المساهمات الخيرية المحلية لتغطية تكاليف البناء. بينما مولت الدولة بشكل أساسي، وتولت إقامة مقابر حربية ونصبًا تذكارية لمعارك معينة مهمة. شجعت الحرب إنشاء أشكال جديدة من النصب التذكارية، فكانت قوائم الأسماء التذكارية التي تعكس الحجم الهائل للخسائر، سمة مشتركة، في حين أحييت مقابر الجندي المجهول التي تحتوي على جثمان معين مجهول الهوية، والصروح التذكارية للأضرحة الجوفاء، ذكرى العديد من الجثامين المجهولة الهوية والجنود الذين لم يُعثر على جثامينهم. غالبًا ما أقيمت مراسم الاحتفال ضمن موقع النصب التذكارية، بما في ذلك تلك التي أقيمت يوم الهدنة ويوم أنزاك وفيت دو لا فيكتوار، بينما كانت الرحلات إلى مواقع الصراع والنصب التذكارية هناك شائعةً في سنوات ما بين الحربين.
لقد كانت الرمزية المُضمّنة في النصب التذكارية بمعظمها، سياسية في لهجتها، سيما أن السياسة لعبت دورًا مهمًا في بناء تلك النصب. انخرطت العديد من النصب التذكارية في توترات عرقية ودينية محلية، من خلال نصب تعكس إما مساهمة مجموعات معينة في الصراع أو رفضها بالكامل من قبل آخرين. ثبت في عدة بلدان، أنه من الصعب إنشاء نصب تذكارية ترضي وتضم الآراء الدينية والسياسية لجميع المجتمعات المحلية. جعلت الحكومات الفاشية التي وصلت إلى السلطة في كل من إيطاليا وألمانيا في فترة ما بين الحربين، إشادة النصب التذكارية جزءًا رئيسًا من برنامجها السياسي، ما أدى إلى عدد من مشاريع صروح تذكارية أضخم، ذات نبرة وطنية قوية في الثلاثينيات من القرن العشرين. في حين أن القليل من النصب التذكارية تبنّى منظورًا سلميًّا، استخدم بعض النشطاء المناهضين للحرب، النصب التذكارية كأماكن للاحتشاد والاجتماعات. تضاءلت العديد من التوترات السياسية في فترة ما بين الحربين مع حلول نهاية القرن العشرين، ما سمح لبعض البلدان بإحياء ذكرى أحداث الحرب من خلال النصب التذكارية لأول مرة منذ نهاية الحرب. أصبحت ذكرى الحرب موضوعًا رئيسًا للباحثين والمتاحف خلال الذكرى المئوية للحرب العالمية الأولى.

## خلفية
لم توجد تقاليد لإحياء ذكرى الخسائر الجماعية في الحرب على الصعيد الوطني، عشية الحرب العالمية الأولى. كانت قد شاركت مؤخرًا كل من فرنسا وألمانيا نسبيًا في الحرب الفرنسية البروسية بين عامي 1870 و1871. أنشأت ألمانيا عددًا من النصب التذكارية الوطنية للحرب إحياءً لذكرى انتصاراتها، وعادة ما ركزت على الاحتفال بقادتها العسكريين. كانت النصب التذكارية للخسائر في فرنسا شائعة نسبيًا، لكنها بعيدة كل البعد عن كونها استجابة وطنية، ولم تُقم العديد من المدن والقرى نصبًا تذكارية على الإطلاق. تأسست منظمة جديدة، لو سوفونيغ فغونسي، في ثمانينيات القرن التاسع عشر، لحماية النصب التذكارية الحربية الفرنسية وتشجيع الشباب الفرنسي على الانخراط في الأنشطة العسكرية؛ نمت المنظمة ليصبح لديها العديد من الصلات مع الحكومة المحلية بحلول عام 1914.
أرسلت كل من بريطانيا وأستراليا قوات للمشاركة في حرب البوير الثانية منذ عام 1899 وحتى عام 1902، الأمر الذي شجع زيادة التركيز على النصب التذكارية الحربية. كانت حرب البوير قد أشركت نحو 200,000 متطوع بريطاني واجتذبت تغطية صحفية معتبرة. أقيمت العديد من النصب التذكارية الحربية عند عودة الجنود من الحرب، إما من قبل قادة المجتمع المحلي أو من قبل اللورد المحلي بتفويض من كتائب المقاطعة؛ وكثيرًا ما أشيدت هذه النصب التذكارية في مواقع هادئة لكي يتأملها الزائرون براحة وسكينة. كرّمت أستراليا متطوعيها بوضع لوحات فردية داخل المباني، وتصميم ألواح تذكارية في الهواء الطلق وإقامة مسلات في الأماكن العامة. على الرغم من أن حرب البوير شجعت تحولًا بعيدًا عن النصب التذكارية التي تصوّر شخصيات القادة الأبطال، كما كان شائعًا في وقت سابق من القرن التاسع عشر، باتجاه نصب تجسد الجنود العاديين، إلا أن الاحتفالات السنوية التي تحتفي بالنصب التذكارية لم تكن شائعة ولم يُحدد أي يوم احتفالي رسمي. كان هناك شعور واسع بأن النصب التذكارية لحرب البوير في كلا البلدين، افتقرت إلى الجودة المناسبة تصميمًا وتنفيذًا، ما يُبرز تجاوبًا مع مخاوف معاصرة في الولايات المتحدة، بشأن التماثيل التي أقيمت إحياءً لذكرى الحرب الأهلية الأمريكية.
كان لدى الدول الأوروبية الجديدة التي تشكلت في النصف الثاني من القرن التاسع عشر، تقاليدًا فيما يخص النصب التذكارية الحربية، ولكن لا شيء من هذا الجانب سيظهر لاحقًا فيما يتعلق بالحرب العالمية الأولى. أقامت إيطاليا نصبًا تذكارية مختلفة للحرب بعد التوحيد، في ثمانينيات القرن التاسع عشر، ولكن لم يوجد اتفاق واضح حول من يجب أن يكون مسؤولًا عن تلك النصب داخل الدولة الإيطالية الحديثة. أقامت رومانيا عددًا من النصب التذكارية البطولية بعد حرب الاستقلال الرومانية في عامي 1877 و1878، وعادة ما تحتفل رومانيا بالقادة المشهورين المرتبطين باستقلال البلاد، ويتضمن ذلك أيضًا، النصب التذكارية المحلية المتواضعة التي ترتبط بمناسبات معينة. شيدت كل من بلغاريا وصربيا العديد من النصب التذكارية للحرب بعد نهاية حرب البلقان الأولى في عام 1913. تلعب الجماهير الشعبية دورًا ضئيلًا في تشييد هذه النصب التذكارية لأوروبا الشرقية، لا سيما وأنها عادة ما تبنى من قبل سلطات الدولة المركزية.